# 아가고구
아가고구(Agago)는 우간다의 구로 행정 중심지는 아가고이며 면적은 3,496.8km2, 인구는 299,700명(2012년 기준)이다. 행정 구역상으로는 북부 주에 속한다. 북쪽으로는 키트굼 구, 북동쪽으로는 코티도 구, 동쪽으로는 아빔 구, 남쪽으로는 오투케 구, 서쪽으로는 파데르 구와 접한다.

## 같이 보기
- 파데르구
- 아촐리족
- 북부주 (우간다)
- 우간다의 행정 구역